# Piedade (Rio de Janeiro)
Piedade è un quartiere (bairro) della Zona Nord della città di Rio de Janeiro in Brasile.

## Amministrazione
Piedade fu istituito come bairro a sé stante il 23 luglio 1981 come parte della Regione Amministrativa XIII - Méier del municipio di Rio de Janeiro.